# Крістіан Арая
Крістіан Арая (ісп. Cristián Araya; нар. 15 вересня 1969) — колишній чилійський тенісист.
Найвищу одиночну позицію світового рейтингу — 315 місце досяг 25 вересня 1989, парну — 220 місце — 23 жовтня 1989 року.

## Титули ATP Челленджер

### Парний розряд: (1)
| Ранг | Дата     | Турнір                             | Покриття | Партнер         | Суперники                     | Рахунок       |
| ---- | -------- | ---------------------------------- | -------- | --------------- | ----------------------------- | ------------- |
| 1.   | Лип 1989 | Santos Challenger Сантус, Бразилія | Ґрунт    | Педро Реболледо | Девід Макферсон Херардо Мірад | 6–4, 4–6, 6–4 |